# NGC 4682
NGC 4682 é uma galáxia espiral barrada (SBc) localizada na direcção da constelação de Virgo. Possui uma declinação de -10° 03' 50" e uma ascensão recta de 12 horas, 47 minutos e 15,5 segundos.
A galáxia NGC 4682 foi descoberta em 25 de Março de 1786 por William Herschel.